# Pont autoroutier de Rive-de-Gier
Le pont autoroutier de Rive-de-Gier est un pont situé dans le département de la Loire qui enjambe la vallée du Féloin, rejoignant ainsi les collines de Montjoint et du Sardon afin d'y recevoir l'autoroute A47.

## Histoire
La construction du pont autoroutier a été effectuée entre 1962 et 1964 pour être achevée le 5 août 1964, et n'a pas nécessité l'évacuation des habitants situés en dessous du viaduc.
C'est un pont en arc dont la portée est de 100 mètres et sa longueur totale est de 220 mètres pour une largeur de 19 mètres. Ses pièces d'appui sont en élastomère, et son tablier est fait de béton préfabriqué et précontraint. L’ossature du tablier comporte cinq travées, chacune composée de six poutres précontraintes de 36 mètres de long pour un poids total de 60 tonnes. Toutes ces poutres ont été fabriquées sur place, au plateau du Mouillon, et installées ensuite à l’aide d’une rampe de lancement. 
Ce pont, d’un niveau de technicité très élevé, n’a connu qu’un seul incident de construction survenu le 10 février 1964. Ce soir-là, lors de la dernière phase de réalisation du tablier, un calage défectueux fait se vriller la rampe de lancement avant d’épouser la forme de l’arc de béton. L’accident causa un retard d’un mois mais ne fit aucune victime. Cet accident aurait pu avoir des conséquences désastreuses.
En 2006, le viaduc a été rénové et repeint ; les travaux sont réalisés par l'entreprise Léon Grosse pour un coût de 3 millions d’euros et dans un délai de 17 mois.

## Accident de la circulation du 22 septembre 1989
Le 22 septembre 1989, un poids lourd se renverse sur la chaussée et coupe la circulation dans les deux sens du viaduc pendant plusieurs heures. Le maire de Rive-de-Gier à cette époque, Monsieur Géry, alerta les pouvoirs publics sur les risques encourus par la population du fait des transports dangereux sur les voies autoroutières en traversée de ville.
Au bout du compte, cet accident eut pour effets de faire prendre conscience du danger qui planait pour les Ripagériens au-dessus de leurs têtes (à 44 m exactement) et de justifier la pose d’un mur anti-franchissement en complément des glissières implantées le long du talus. En moyenne, plus de 75 000 véhicules empruntent le pont chaque jour dont 15 % de camions.